# InterPress
InterPress – język opisu strony opracowany w Xerox PARC oparty na języku Forth. 
Jak wiele projektów PARC InterPress nie został skomercjalizowany, wskutek czego jego twórcy Charles Geschke i John Warnock odeszli z laboratorium i założyli firmę Adobe Systems, tworząc od początku analogiczny język, PostScript.
InterPress został zaimplementowany w niektórych drukarkach Xerox i był obsługiwany przez Xerox Ventura Publisher, ale nie zyskał większego znaczenia na rynku. Stosowano go również w systemie Xeroksa InterScript, formacie procesora tekstów dla dokumentów.